# Africký pohár národů 2019 (soupisky)
Soupisky na Africký pohár národů 2019, který se hrál v Egyptě.
| Zlato               | Stříbro            | Bronz              |
| ------------------- | ------------------ | ------------------ |
| Alžírsko • Soupiska | Senegal • Soupiska | Nigérie • Soupiska |

## Skupina A

### Egypt
Hlavní trenér:  Javier Aguirre
| Jméno               | Datum narození | Datum úmrtí | Klub                    |
| Brankáři            | Brankáři       | Brankáři    | Brankáři                |
| ------------------- | -------------- | ----------- | ----------------------- |
| Ahmád Šanáví        | 14.5.1991      |             | Pyramids FC             |
| Muhammad Šanáví     | 18.12.1988     |             | Al-Ahly SC              |
| Mahmúd Genéš        | 25.5.1987      |             | Zamalek SC              |
| Obránci             |                |             |                         |
| Báhir Almuhammadí   | 1.11.1996      |             | Ismaily SC              |
| Ahmád Almuhammadí - | 9.9.1987       |             | Aston Villa FC          |
| Umar Gábir          | 30.1.1992      |             | Pyramids FC             |
| Ahmád Hegází        | 25.1.1991      |             | West Bromwich Albion FC |
| Ajmán Ašraf         | 9.4.1991       |             | Al-Ahly SC              |
| Ahmád Ajmán Mansúr  | 13.4.1994      |             | Pyramids FC             |
| Mahmúd Hamdí        | 1.6.1995       |             | Zamalek SC              |
| Mahmúd Alaá         | 28.1.1991      |             | Zamalek SC              |
| Záložníci           |                |             |                         |
| Alí Gazál           | 1.2.1992       |             | CD Feirense             |
| Trézéguet           | 1.10.1994      |             | Kasımpaşa SK            |
| Tárik Hamad         | 24.10.1988     |             | Zamalek SC              |
| Valíd Solimán       | 1.12.1984      |             | Al-Ahly SC              |
| Muhammad Alnaní     | 11.7.1992      |             | Arsenal FC              |
| Abdaláh Saíd        | 13.7.1985      |             | Pyramids FC             |
| Nabíl Imád          | 6.4.1996       |             | Pyramids FC             |
| Amr Vardá           | 17.9.1993      |             | Atromitos Athény        |
| Útočníci            |                |             |                         |
| Marván Muhsín       | 26.2.1989      |             | Al-Ahly SC              |
| Mohamed Salah       | 15.6.1992      |             | Liverpool FC            |
| Ahmád Alí           | 21.5.1986      |             | Al Mokawloon Al Arab SC |
| Ahmád Hasán Kúka    | 5.3.1993       |             | Olympiakos Pireus       |

### DR Kongo
Hlavní trenér:  Florent Ibengé
| Jméno               | Datum narození | Datum úmrtí | Klub                   |
| Brankáři            | Brankáři       | Brankáři    | Brankáři               |
| ------------------- | -------------- | ----------- | ---------------------- |
| Ley Matampi         | 18.4.1989      |             | Al-Ansar FC            |
| Anthony Mossi       | 15.5.1994      |             | FC Chiasso             |
| Parfait Mandanda    | 10.11.1989     |             | FC Dinamo București    |
| Obránci             |                |             |                        |
| Issama Mpeko        | 30.4.1989      |             | TP Mazembe             |
| Ngonda Muzinga      | 31.12.1993     |             | AS Vita Club           |
| Bobo Ungenda        | 19.11.1989     |             | CD Primeiro de Agosto  |
| Marcel Tisserand    | 10.1.1993      |             | VfL Wolfsburg          |
| Wilfred Moke        | 12.2.1988      |             | MKE Ankaragücü         |
| Arthur Masuaku      | 7.11.1993      |             | West Ham United FC     |
| Christian Luyindama | 8.1.1994       |             | Galatasaray SK         |
| Djuma Shabani       | 16.3.1993      |             | AS Vita Club           |
| Chancel Mbemba      | 8.8.1994       |             | FC Porto               |
| Záložníci           |                |             |                        |
| Chadrac Akolo       | 1.1.1995       |             | VfB Stuttgart          |
| Youssouf Mulumbu -  | 25.1.1987      |             | Kilmarnock FC          |
| Trésor Mputu        | 10.12.1985     |             | TP Mazembe             |
| Paul-José M'Poku    | 19.4.1992      |             | Standard Lutych        |
| Merveille Bokadi    | 21.5.1996      |             | Standard Lutych        |
| Jacques Maghoma     | 23.10.1987     |             | Birmingham City FC     |
| Útočníci            |                |             |                        |
| Jonathan Bolingi    | 30.6.1994      |             | Royal Antwerp FC       |
| Yannick Bolasie     | 24.6.1989      |             | RSC Anderlecht         |
| Meschak Elia        | 6.8.1997       |             | TP Mazembe             |
| Cédric Bakambu      | 11.4.1991      |             | Peking Čung-che Kuo-an |
| Britt Assombalonga  | 6.12.1992      |             | Middlesbrough FC       |

### Uganda
Hlavní trenér:  Sébastien Desabre
| Jméno             | Datum narození | Datum úmrtí | Klub                              |
| Brankáři          | Brankáři       | Brankáři    | Brankáři                          |
| ----------------- | -------------- | ----------- | --------------------------------- |
| Robert Odongkara  | 2.9.1989       |             | Adama City FC                     |
| Denis Onyango -   | 15.5.1985      |             | Mamelodi Sundowns FC              |
| Jamal Salim       | 27.5.1995      |             | Al-Hilal Club                     |
| Obránci           |                |             |                                   |
| Joseph Ochaya     | 14.12.1993     |             | TP Mazembe                        |
| Timothy Awany     | 6.8.1996       |             | Kampala Capital City Authority FC |
| Murushid Juuko    | 14.4.1994      |             | Simba SC                          |
| Bevis Mugabi      | 1.5.1995       |             | Yeovil Town FC                    |
| Ronald Mukiibi    | 16.9.1991      |             | Östersunds FK                     |
| Nicholas Wadada   | 27.7.1994      |             | Azam FC                           |
| Godfrey Walusimbi | 3.7.1989       |             | bez angažmá                       |
| Isaac Muleme      | 10.10.1992     |             | FK Viktoria Žižkov                |
| Záložníci         |                |             |                                   |
| Taddeo Lwanga     | 21.5.1994      |             | Vipers SC                         |
| Khalid Aucho      | 8.8.1993       |             | Churchill Brothers FC Goa         |
| Luwagga Kizito    | 20.12.1993     |             | Šachťor Karaganda FK              |
| Allan Kateregga   | 3.6.1994       |             | Durban City FC                    |
| Hassan Wasswa     | 14.2.1988      |             | bez angažmá                       |
| Farouk Miya       | 26.11.1997     |             | HNK Gorica                        |
| Allan Kyambadde   | 15.1.1996      |             | Kampala Capital City Authority FC |
| Micheal Azira     | 22.8.1987      |             | Club de Foot Montréal             |
| Útočníci          |                |             |                                   |
| Emmanuel Okwi     | 25.12.1992     |             | Simba SC                          |
| Patrick Kaddu     | 9.10.1995      |             | Kampala Capital City Authority FC |
| Derrick Nsibambi  | 19.6.1994      |             | Smouha Sporting Club              |
| Abdu Lumala       | 21.7.1997      |             | Syrianska FC                      |

### Zimbabwe
Hlavní trenér:  Sunday Chidzambwa
| Jméno              | Datum narození | Datum úmrtí                         | Klub                         |
| Brankáři           | Brankáři       | Brankáři                            | Brankáři                     |
| ------------------ | -------------- | ----------------------------------- | ---------------------------- |
| Edmore Sibanda     | 2.1.1987       |                                     | Witbank Spurs FC             |
| Elvis Chipezeze    | 11.3.1990      |                                     | Baroka FC                    |
| George Chigova     | 4.3.1991       | 15. listopadu 2023 (ve věku 32 let) | Polokwane City FC            |
| Obránci            |                |                                     |                              |
| Tendayi Darikwa    | 13.12.1991     |                                     | Nottingham Forest FC         |
| Ronald Pfumbidzai  | 25.12.1994     |                                     | Bloemfontein Celtic FC       |
| Divine Lunga       | 28.5.1995      |                                     | Lamontville Golden Arrows FC |
| Jimmy Dzingai      | 21.11.1990     |                                     | Power Dynamos FC             |
| Teenage Hadebe     | 17.9.1995      |                                     | Kaizer Chiefs FC             |
| Lawrence Mhlanga   | 20.12.1993     |                                     | FC Platinum                  |
| Záložníci          |                |                                     |                              |
| Danny Phiri        | 22.4.1989      |                                     | Lamontville Golden Arrows FC |
| Alec Mudimu        | 8.4.1995       |                                     | Cefn Druids AFC              |
| Marshall Munetsi   | 22.6.1996      |                                     | Orlando Pirates              |
| Ovidy Karuru       | 23.1.1989      |                                     | AmaZulu FC                   |
| Khama Billiat      | 19.8.1990      |                                     | Kaizer Chiefs FC             |
| Marvelous Nakamba  | 19.1.1994      |                                     | Club Brugge KV               |
| Kudakwashe Mahachi | 29.9.1993      |                                     | Orlando Pirates              |
| Thabani Kamusoko   | 2.3.1988       |                                     | Young Africans SC            |
| Útočníci           |                |                                     |                              |
| Talent Chawapiwa   | 3.6.1992       |                                     | AmaZulu FC                   |
| Evans Rusike       | 13.6.1991      |                                     | SuperSport United FC         |
| Tino Kadewere      | 5.1.1996       |                                     | Le Havre AC                  |
| Knowledge Musona - | 21.6.1990      |                                     | KSC Lokeren                  |
| Knox Mutizwa       | 12.10.1993     |                                     | Lamontville Golden Arrows FC |
| Nyasha Mushekwi    | 21.8.1987      |                                     | Ta-lien I-fang               |

## Skupina B

### Nigérie
Hlavní trenér:  Gernot Rohr
| Jméno                | Datum narození | Datum úmrtí | Klub                      |
| Brankáři             | Brankáři       | Brankáři    | Brankáři                  |
| -------------------- | -------------- | ----------- | ------------------------- |
| Ikechukwu Ezenwa     | 16.10.1988     |             | Enyimba International FC  |
| Daniel Akpeyi        | 3.8.1986       |             | Kaizer Chiefs FC          |
| Francis Uzoho        | 28.10.1998     |             | Anorthosis Famagusta      |
| Obránci              |                |             |                           |
| Ola Aina             | 8.10.1996      |             | Turín FC                  |
| Jamilu Collins       | 5.8.1994       |             | SC Paderborn 07           |
| William Troost-Ekong | 1.9.1993       |             | Udinese Calcio            |
| Leon Balogun         | 28.6.1988      |             | Brighton & Hove Albion FC |
| Shehu Abdullahi      | 12.3.1993      |             | Bursaspor                 |
| Chidozie Awaziem     | 1.1.1997       |             | Çaykur Rizespor           |
| Kenneth Omeruo       | 17.10.1993     |             | CD Leganés                |
| Záložníci            |                |             |                           |
| Wilfred Ndidi        | 16.12.1996     |             | Leicester City FC         |
| Peter Etebo          | 9.11.1995      |             | Stoke City FC             |
| John Obi Mikel -     | 22.4.1987      |             | Middlesbrough FC          |
| Alex Iwobi           | 3.5.1996       |             | Arsenal FC                |
| John Ogu             | 20.4.1988      |             | Hapoel Beer Ševa FC       |
| Útočníci             |                |             |                           |
| Ahmed Musa           | 14.10.1992     |             | Al-Nassr FC               |
| Odion Ighalo         | 16.6.1989      |             | Šanghaj Šen-chua          |
| Henry Onyekuru       | 5.6.1997       |             | Galatasaray SK            |
| Samuel Chukwueze     | 22.5.1999      |             | Villarreal CF             |
| Paul Onuachu         | 28.5.1994      |             | FC Midtjylland            |
| Moses Simon          | 12.7.1995      |             | Levante UD                |
| Samuel Kalu          | 26.8.1997      |             | FC Girondins de Bordeaux  |
| Victor Osimhen       | 29.12.1988     |             | R. Charleroi SC           |

### Guinea
Hlavní trenér:  Paul Put
| Jméno              | Datum narození | Datum úmrtí | Klub                     |
| Brankáři           | Brankáři       | Brankáři    | Brankáři                 |
| ------------------ | -------------- | ----------- | ------------------------ |
| Naby Yattara       | 12.1.1984      |             | AS Excelsior             |
| Ibrahim Koné       | 5.12.1989      |             | Pau FC                   |
| Aly Keita          | 8.12.1986      |             | Östersunds FK            |
| Obránci            |                |             |                          |
| Issiaga Sylla      | 1.1.1994       |             | Toulouse FC              |
| Ernest Seka        | 22.6.1987      |             | AS Nancy                 |
| Simon Falette      | 19.2.1992      |             | Eintracht Frankfurt      |
| Ousmane Sidibé     | 23.4.1985      |             | AS Béziers               |
| Julian Jeanvier    | 31.3.1992      |             | Brentford FC             |
| Mikael Dyrestam    | 20.10.1991     |             | AO Xanthi                |
| Fodé Camara        | 17.4.1998      |             | Gazélec Ajaccio          |
| Záložníci          |                |             |                          |
| Amadou Diawara     | 17.7.1997      |             | SSC Neapol               |
| Mady Camara        | 28.2.1997      |             | Olympiakos Pireus        |
| Naby Keïta -       | 10.2.1995      |             | Liverpool FC             |
| Ibrahima Cissé     | 28.2.1994      |             | Fulham FC                |
| Boubacar Fofana    | 6.11.1989      |             | CS Gaz Metan Mediaș      |
| Útočníci           |                |             |                          |
| Mohamed Yattara    | 28.7.1993      |             | AJ Auxerre               |
| José Kanté         | 27.9.1990      |             | Gimnàstic de Tarragona   |
| François Kamano    | 2.5.1996       |             | FC Girondins de Bordeaux |
| Idrissa Sylla      | 3.12.1990      |             | SV Zulte-Waregem         |
| Ibrahima Traoré    | 21.4.1988      |             | Borussia Mönchengladbach |
| Bengali-Fodé Koita | 21.10.1990     |             | Kasımpaşa SK             |
| Lass Bangoura      | 30.3.1992      |             | Vancouver Whitecaps FC   |
| Sory Kaba          | 10.4.1995      |             | Dijon FCO                |

### Madagaskar
Hlavní trenér:  Nicolas Dupuis
| Jméno                         | Datum narození | Datum úmrtí | Klub                  |
| Brankáři                      | Brankáři       | Brankáři    | Brankáři              |
| ----------------------------- | -------------- | ----------- | --------------------- |
| Ibrahima Dabo                 | 22.7.1992      |             | JS Saint-Pierroise    |
| Jean Dieu-Donné Randrianasolo | 26.5.1989      |             | CNaPS Sport           |
| Melvin Adrien                 | 30.8.1993      |             | FC Martigues          |
| Obránci                       |                |             |                       |
| Gervais Randrianarisoa        | 7.11.1984      |             | JS Saint-Pierroise    |
| Pascal Razakanantenaina       | 19.4.1987      |             | JS Saint-Pierroise    |
| Jérémy Morel                  | 2.4.1984       |             | Olympique Lyon        |
| Toavina Rambeloson            | 26.11.1992     |             | Arras FA              |
| Romain Métanire               | 28.3.1990      |             | Minnesota United FC   |
| Thomas Fontaine               | 8.5.1991       |             | Stade Reims           |
| Jérôme Mombris                | 27.11.1987     |             | Grenoble Foot 38      |
| Záložníci                     |                |             |                       |
| Marco Ilaimaharitra           | 26.7.1995      |             | R. Charleroi SC       |
| Dimitry Caloin                | 8.5.1990       |             | Les Herbiers VF       |
| Arohasina Andrianarimanana    | 16.8.1991      |             | Kaizer Chiefs FC      |
| Lalaïna Nomenjanahary         | 1.6.1986       |             | Paris FC              |
| Anicet Abel                   | 13.3.1990      |             | PFK Ludogorec Razgrad |
| Ibrahim Amada                 | 28.2.1990      |             | MC Alger              |
| Rayan Raveloson               | 16.1.1997      |             | Troyes AC             |
| Útočníci                      |                |             |                       |
| Carolus Andriamatsinoro       | 6.7.1989       |             | Al-Adalah FC          |
| Baggio Rakotoarisoa           | 24.1.1994      |             | Fosa Juniors FC       |
| Faneva Imà Andriatsima -      | 3.6.1984       |             | Clermont Foot         |
| Njiva Rakotoharimalala        | 6.8.1992       |             | Samut Sakhon City FC  |
| Paulin Voavy                  | 10.11.1987     |             | Misr Lel Makkasa SC   |
| William Gros                  | 31.3.1992      |             | AS Vitré              |

### Burundi
Hlavní trenér:  Olivier Niyungeko
| Jméno                  | Datum narození | Datum úmrtí | Klub                     |
| Brankáři               | Brankáři       | Brankáři    | Brankáři                 |
| ---------------------- | -------------- | ----------- | ------------------------ |
| Jonathan Nahimana      | 12.12.1999     |             | Vital'O FC               |
| Justin Ndikumana       | 1.3.1993       |             | Sofapaka FC              |
| Arakaza MacArthur      | 27.7.1995      |             | Sofapaka FC              |
| Obránci                |                |             |                          |
| Karim Nizigiyimana     | 21.6.1989      |             | Vipers SC                |
| Omar Ngandu            | 3.10.1996      |             | AS Kigali FC             |
| Omar Moussa            | 30.8.1997      |             | Sofapaka FC              |
| David Nshimirimana     | 2.1.1993       |             | Mukura Victory Sports FC |
| Frédéric Nsabiyumva    | 26.4.1995      |             | Chippa United FC         |
| Christophe Nduwarugira | 22.6.1994      |             | Amora FC                 |
| Záložníci              |                |             |                          |
| Enock Sabumukama       | 4.9.1994       |             | ZESCO United FC          |
| Pierre Kwizera         | 16.4.1991      |             | Al-Orouba SC             |
| Gaël Bigirimana        | 22.10.1993     |             | Hibernian FC             |
| Gaël Duhayindavyi      | 15.4.1990      |             | Mukura Victory Sports FC |
| Shassiri Nahimana      | 5.8.1993       |             | Al-Mujazzal Club         |
| Hussein Shabani        | 26.9.1990      |             | Ethiopian Coffee SC      |
| Útočníci               |                |             |                          |
| Elvis Kamsoba          | 27.6.1996      |             | Melbourne Victory FC     |
| Fiston Abdul Razak     | 1.3.1993       |             | JS Kabylie               |
| Laudit Mavugo          | 10.10.1989     |             | NAPSA Stars FC           |
| Selemani Ndikumana -   | 18.3.1987      |             | Al-Adalah FC             |
| Cédric Amissi          | 20.3.1990      |             | At-Taawoun FC            |
| Saido Berahino         | 4.8.1993       |             | Stoke City FC            |
| Francis Mustafa        | 3.5.1996       |             | Gor Mahia FC             |
| Mohamed Amissi         | 3.8.2000       |             | NAC Breda                |

## Skupina C

### Senegal
Hlavní trenér:  Aliou Cissé
| Jméno              | Datum narození | Datum úmrtí | Klub                     |
| Brankáři           | Brankáři       | Brankáři    | Brankáři                 |
| ------------------ | -------------- | ----------- | ------------------------ |
| Abdoulaye Diallo   | 30.3.1992      |             | Stade Rennais FC         |
| Édouard Mendy      | 1.3.1992       |             | Stade Reims              |
| Alfred Gomis       | 5.9.1993       |             | S.P.A.L.                 |
| Obránci            |                |             |                          |
| Saliou Ciss        | 15.6.1989      |             | Valenciennes FC          |
| Kalidou Koulibaly  | 20.6.1991      |             | SSC Neapol               |
| Pape Abou Cissé    | 14.9.1995      |             | Olympiakos Pireus        |
| Salif Sané         | 25.8.1990      |             | FC Schalke 04            |
| Youssouf Sabaly    | 5.3.1993       |             | FC Girondins de Bordeaux |
| Lamine Gassama     | 20.10.1989     |             | Göztepe SK               |
| Moussa Wagué       | 4.10.1998      |             | FC Barcelona             |
| Záložníci          |                |             |                          |
| Idrissa Gueye      | 26.9.1989      |             | Everton FC               |
| Cheikhou Kouyaté - | 21.12.1989     |             | Crystal Palace FC        |
| Alfred N'Diaye     | 6.3.1990       |             | Málaga CF                |
| Henri Saivet       | 26.10.1990     |             | Bursaspor                |
| Badou Ndiaye       | 27.10.1990     |             | Galatasaray SK           |
| Útočníci           |                |             |                          |
| Moussa Konaté      | 3.4.1993       |             | Amiens SC                |
| M'Baye Niang       | 19.12.1994     |             | Stade Rennais FC         |
| Sadio Mané         | 10.4.1992      |             | Liverpool FC             |
| Keita Baldé        | 8.3.1995       |             | FC Inter Milán           |
| Krépin Diatta      | 25.2.1999      |             | Club Brugge KV           |
| Ismaïla Sarr       | 25.2.1998      |             | Stade Rennais FC         |
| Mbaye Diagne       | 28.10.1991     |             | Galatasaray SK           |
| Sada Thioub        | 1.6.1995       |             | Nîmes Olympique          |

### Alžírsko
Hlavní trenér:  Džámil Bilmádí
| Jméno            | Datum narození | Datum úmrtí | Klub                        |
| Brankáři         | Brankáři       | Brankáři    | Brankáři                    |
| ---------------- | -------------- | ----------- | --------------------------- |
| Azzadín Dúcha    | 5.8.1986       |             | Ar-Raed FC                  |
| Alexandre Úkidža | 19.7.1988      |             | FC Metz                     |
| Raís M'Bolhí     | 25.4.1986      |             | Al Ettifaq FC               |
| Obránci          |                |             |                             |
| Ajsa Mandí       | 22.10.1991     |             | Real Betis                  |
| Mahdí Tahrát     | 24.1.1990      |             | RC Lens                     |
| Džámil bin Lamrí | 25.12.1989     |             | Aš-Šabab FC                 |
| Rafík Hallíš     | 2.9.1986       |             | Moreirense FC               |
| Mahdí Ziffáne    | 19.5.1992      |             | Stade Rennais FC            |
| Júsif Atál       | 17.5.1996      |             | OGC Nice                    |
| Ramy Bensebaini  | 16.4.1995      |             | Stade Rennais FC            |
| Záložníci        |                |             |                             |
| Muhammad Farís   | 15.2.1996      |             | S.P.A.L.                    |
| Rijád Mahriz -   | 21.2.1991      |             | Manchester City FC          |
| Júsif Bilailí    | 14.3.1992      |             | Espérance Sportive de Tunis |
| Jasín Brahimí    | 8.2.1990       |             | FC Porto                    |
| Adám Únas        | 11.11.1996     |             | SSC Neapol                  |
| Hišám Búdáví     | 23.9.1999      |             | Paradou AC                  |
| Adlín Gúdíra     | 12.11.1985     |             | Nottingham Forest FC        |
| Mahdí Abeíd      | 6.8.1992       |             | Dijon FCO                   |
| Ismaël Bennacer  | 1.12.1997      |             | Empoli FC                   |
| Útočníci         |                |             |                             |
| Bagdád Búnedžáh  | 30.11.1991     |             | Al-Sadd SC                  |
| Sufján Fighúlí   | 26.12.1989     |             | Galatasaray SK              |
| Islám Slimaní    | 18.6.1988      |             | Fenerbahçe SK               |
| Andy Delort      | 9.10.1991      |             | Montpellier HSC             |

### Keňa
Hlavní trenér:  Sébastien Migné
| Jméno              | Datum narození | Datum úmrtí | Klub                      |
| Brankáři           | Brankáři       | Brankáři    | Brankáři                  |
| ------------------ | -------------- | ----------- | ------------------------- |
| Farouk Shikalo     | 10.12.1996     |             | Bandari FC                |
| Patrick Matasi     | 11.12.1987     |             | Saint George SC           |
| John Oyemba        | 3.6.1993       |             | FC Kariobangi Sharks      |
| Obránci            |                |             |                           |
| Joseph Okumu       | 26.5.1997      |             | Real Monarchs             |
| Aboud Omar         | 9.9.1992       |             | Sepsi OSK Sfântu Gheorghe |
| Joash Onyango      | 31.1.1993      |             | Gor Mahia FC              |
| Musa Mohammed      | 6.6.1991       |             | Nkana FC                  |
| Bernard Ochieng    | 25.1.1996      |             | Vihiga United FC          |
| Erick Ouma Otieno  | 27.9.1996      |             | Vasalunds IF              |
| David Owino        | 5.4.1988       |             | ZESCO United FC           |
| Philemon Otieno    | 18.10.1992     |             | Gor Mahia FC              |
| Záložníci          |                |             |                           |
| Johanna Omolo      | 31.7.1989      |             | Cercle Brugge KSV         |
| Francis Kahata     | 4.7.1992       |             | Gor Mahia FC              |
| Victor Wanyama -   | 25.6.1991      |             | Tottenham Hotspur FC      |
| Ismael Athuman     | 1.2.1995       |             | UD Las Palmas             |
| Ovella Ochieng     | 23.12.1999     |             | Vasalunds IF              |
| Dennis Odhiambo    | 18.3.1985      |             | Sofapaka FC               |
| Útočníci           |                |             |                           |
| Ayub Masika        | 10.9.1992      |             | Peking Čeng-feng          |
| John Avire         | 12.3.1997      |             | Sofapaka FC               |
| Eric Johana Omondi | 8.11.1994      |             | IF Brommapojkarna         |
| Michael Olunga     | 26.3.1994      |             | Kašiwa Reysol             |
| Paul Were          | 8.10.1993      |             | Trikala FC                |
| Masoud Juma        | 3.2.1996       |             | Al-Nasr SC                |

### Tanzanie
Hlavní trenér:  Emmanuel Amunike
| Jméno            | Datum narození | Datum úmrtí                     | Klub                         |
| Brankáři         | Brankáři       | Brankáři                        | Brankáři                     |
| ---------------- | -------------- | ------------------------------- | ---------------------------- |
| Aron Kalambo     | 13.7.1994      |                                 | Tanzania Prisons SC          |
| Metacha Mnata    | 25.11.1998     |                                 | Mbao FC                      |
| Aishi Manula     | 13.9.1995      |                                 | Simba SC                     |
| Obránci          |                |                                 |                              |
| Gadiel Kamagi    | 12.9.1996      |                                 | Young Africans SC            |
| Erasto Nyoni     | 7.5.1988       |                                 | Simba SC                     |
| Kelvin Yondani   | 9.10.1984      |                                 | Young Africans SC            |
| David Mwantika   | 21.12.1988     |                                 | Azam FC                      |
| Mohamed Husseini | 1.11.1996      |                                 | Simba SC                     |
| Vicent Philipo   | 1.2.1996       |                                 | Mbao FC                      |
| Ally Mtoni       | 13.3.1993      | 11. února 2022 (ve věku 28 let) | Lipuli FC                    |
| Záložníci        |                |                                 |                              |
| Feisal Salum     | 11.1.1998      |                                 | Young Africans SC            |
| Frank Domayo     | 16.2.1993      |                                 | Azam FC                      |
| Hassan Kessy     | 25.12.1994     |                                 | Nkana FC                     |
| Mudathir Yahya   | 6.5.1996       |                                 | Azam FC                      |
| Útočníci         |                |                                 |                              |
| Himid Mao        | 5.11.1992      |                                 | Petrojet FC                  |
| Adi Yussuf       | 20.2.1992      |                                 | Blackpool FC                 |
| Mbwana Samatta - | 23.12.1992     |                                 | KRC Genk                     |
| Thomas Ulimwengu | 14.6.1993      |                                 | JS Saoura                    |
| Simon Msuva      | 2.10.1993      |                                 | Difaâ Hassani El Jadidi      |
| Raphael Bocco    | 5.8.1989       |                                 | Simba SC                     |
| Rashid Mandawa   | 5.5.1994       |                                 | Botswana Defence Force XI FC |
| Faridi Mussa     | 21.6.1996      |                                 | CD Tenerife                  |
| Yahya Zayd       | 10.3.1998      |                                 | Ismaily SC                   |

## Skupina D

### Maroko
Hlavní trenér:  Hervé Renard
| Jméno                | Datum narození | Datum úmrtí | Klub                       |
| Brankáři             | Brankáři       | Brankáři    | Brankáři                   |
| -------------------- | -------------- | ----------- | -------------------------- |
| Jasín Bunú           | 5.4.1991       |             | Girona FC                  |
| Munír Muhamadí       | 10.5.1989      |             | Málaga CF                  |
| Ahmad Rizá Tadžnautí | 5.4.1996       |             | Wydad Casablanca           |
| Obránci              |                |             |                            |
| Ašraf Hakimí         | 4.11.1998      |             | Borussia Dortmund          |
| Nussajír Mazráví     | 14.11.1997     |             | AFC Ajax                   |
| Manuel da Costa      | 6.5.1986       |             | Al Ittihad FC              |
| Mahdí Benatía -      | 17.4.1987      |             | Al-Duhail SC               |
| Romain Saïss         | 26.3.1990      |             | Wolverhampton Wanderers FC |
| Nabíl Dirár          | 25.2.1986      |             | Fenerbahçe SK              |
| Júnis Abdalhamíd     | 28.9.1987      |             | Stade Reims                |
| Abdalkrím Bádí       | 14.4.1996      |             | Hassania Agadir            |
| Záložníci            |                |             |                            |
| Hakim Zijach         | 19.3.1993      |             | AFC Ajax                   |
| Karím Ahmádí         | 27.1.1985      |             | Al Ittihad FC              |
| Fayçal Fajr          | 1.8.1988       |             | SM Caen                    |
| Mbark Busúfa         | 15.8.1984      |             | Aš-Šabab FC                |
| Júsif Aít bin Násir  | 7.7.1996       |             | AS Saint-Étienne           |
| Mahdí Burábia        | 8.7.1991       |             | US Sassuolo Calcio         |
| Útočníci             |                |             |                            |
| Sufján Búfál         | 17.9.1993      |             | Celta de Vigo              |
| Júnis Bilhandá       | 25.2.1990      |             | Galatasaray SK             |
| Chálid Butaíb        | 24.4.1987      |             | Zamalek SC                 |
| Nurdín Amrabat       | 31.3.1987      |             | Al-Nassr FC                |
| Júsuf En-Nesjrí      | 1.6.1997       |             | CD Leganés                 |
| Usáma Idrisí         | 26.2.1996      |             | AZ Alkmaar                 |

### Pobřeží slonoviny
Hlavní trenér:  Ibrahim Kamara
| Jméno                | Datum narození | Datum úmrtí | Klub                 |
| Brankáři             | Brankáři       | Brankáři    | Brankáři             |
| -------------------- | -------------- | ----------- | -------------------- |
| Ira Eliezer Tapé     | 31.8.1997      |             | FC San Pédro         |
| Sylvain Gbohouo      | 29.10.1988     |             | TP Mazembe           |
| Badra Ali Sangaré    | 30.5.1986      |             | Free State Stars FC  |
| Obránci              |                |             |                      |
| Wonlo Coulibaly      | 22.12.1991     |             | ASEC Mimosas         |
| Souleyman Doumbia    | 24.9.1996      |             | Stade Rennais FC     |
| Jean-Philippe Gbamin | 25.9.1995      |             | 1. FSV Mainz 05      |
| Wilfried Kanon       | 6.7.1993       |             | ADO Den Haag         |
| Ismaël Traoré        | 18.8.1986      |             | Angers SCO           |
| Serge Aurier -       | 24.12.1992     |             | Tottenham Hotspur FC |
| Cheick Comara        | 14.10.1993     |             | Wydad Casablanca     |
| Mamadou Bagayoko     | 31.12.1989     |             | Red Star FC          |
| Záložníci            |                |             |                      |
| Victorien Angban     | 29.9.1996      |             | FC Metz              |
| Franck Kessié        | 19.12.1996     |             | AC Milán             |
| Jean Michaël Seri    | 19.7.1991      |             | Fulham FC            |
| Ibrahim Sangaré      | 2.12.1997      |             | Toulouse FC          |
| Serey Dié            | 7.11.1984      |             | Neuchâtel Xamax      |
| Útočníci             |                |             |                      |
| Wilfried Zaha        | 10.11.1992     |             | Crystal Palace FC    |
| Maxwel Cornet        | 27.9.1996      |             | Olympique Lyon       |
| Wilfried Bony        | 10.12.1988     |             | Al-Arabi SC          |
| Roger Assalé         | 13.11.1993     |             | BSC Young Boys       |
| Jonathan Kodjia      | 22.10.1989     |             | Aston Villa FC       |
| Max Gradel           | 30.11.1987     |             | Toulouse FC          |
| Nicolas Pépé         | 20.5.1995      |             | Lille OSC            |

### Jihoafrická republika
Hlavní trenér:  Stuart Baxter
| Jméno                | Datum narození | Datum úmrtí | Klub                        |
| Brankáři             | Brankáři       | Brankáři    | Brankáři                    |
| -------------------- | -------------- | ----------- | --------------------------- |
| Darren Keet          | 5.8.1989       |             | Bidvest Wits FC             |
| Bruce Bvuma          | 13.5.1995      |             | Kaizer Chiefs FC            |
| Ronwen Williams      | 21.1.1992      |             | SuperSport United FC        |
| Obránci              |                |             |                             |
| Buhle Mkhwanazi      | 1.2.1990       |             | Bidvest Wits FC             |
| Innocent Maela       | 14.8.1992      |             | Orlando Pirates             |
| Daniel Cardoso       | 6.10.1988      |             | Kaizer Chiefs FC            |
| Thamsanqa Mkhize     | 18.8.1988      |             | Cape Town City FC           |
| Ramahlwe Mphahlele   | 1.2.1990       |             | Kaizer Chiefs FC            |
| Thulani Hlatshwayo - | 18.12.1989     |             | Bidvest Wits FC             |
| Sifiso Hlanti        | 1.5.1990       |             | Bidvest Wits FC             |
| Záložníci            |                |             |                             |
| Bongani Zungu        | 9.10.1992      |             | Amiens SC                   |
| Thulani Serero       | 4.11.1990      |             | Vitesse                     |
| Themba Zwane         | 3.8.1989       |             | Mamelodi Sundowns FC        |
| Kamohelo Mokotjo     | 11.3.1991      |             | Brentford FC                |
| Samuel Mabunda       | 17.4.1988      |             | Mamelodi Sundowns FC        |
| Dean Furman          | 22.6.1988      |             | SuperSport United FC        |
| Sibusiso Vilakazi    | 29.12.1989     |             | Mamelodi Sundowns FC        |
| Hlompho Kekana       | 23.5.1985      |             | Mamelodi Sundowns FC        |
| Útočníci             |                |             |                             |
| Lebohang Maboe       | 17.9.1994      |             | Mamelodi Sundowns FC        |
| Lebo Mothiba         | 28.1.1996      |             | RC Strasbourg Alsace        |
| Percy Tau            | 13.5.1994      |             | Royale Union Saint-Gilloise |
| Lars Veldwijk        | 21.8.1991      |             | Sparta Rotterdam            |
| Thembinkosi Lorch    | 22.7.1993      |             | Orlando Pirates             |

### Namibie
Hlavní trenér:  Ricardo Mannetti
| Jméno              | Datum narození | Datum úmrtí | Klub                         |
| Brankáři           | Brankáři       | Brankáři    | Brankáři                     |
| ------------------ | -------------- | ----------- | ---------------------------- |
| Maximilian Mbaeva  | 14.4.1989      |             | Lamontville Golden Arrows FC |
| Ratanda Mbazuvara  | 15.8.1989      |             | African Stars FC             |
| Lloyd Kazapua      | 25.3.1989      |             | Moroka Swallows FC           |
| Obránci            |                |             |                              |
| Denzil Haoseb      | 25.2.1991      |             | Highlands Park FC            |
| Ananias Gebhardt   | 8.9.1988       |             | Baroka FC                    |
| Riaan Hanamub      | 8.2.1995       |             | Jomo Cosmos FC               |
| Charles Hambira    | 3.6.1990       |             | Ongos SC                     |
| Ivan Kamberipa     | 3.2.1994       |             | African Stars FC             |
| Ryan Nyambe        | 4.12.1997      |             | Blackburn Rovers FC          |
| Záložníci          |                |             |                              |
| Larry Horaeb       | 12.11.1991     |             | Ongos SC                     |
| Hotto Kavendji     | 29.10.1991     |             | Bidvest Wits FC              |
| Willy Stephanus    | 26.6.1991      |             | Lusaka Dynamos FC            |
| Absalom Iimbondi   | 11.10.1991     |             | United Africa Tigers         |
| Ronald Ketjijere - | 12.12.1987     |             | African Stars FC             |
| Joslin Kamatuka    | 22.7.1991      |             | Cape Umoya United FC         |
| Marcel Papama      | 28.4.1996      |             | African Stars FC             |
| Petrus Shitembi    | 11.5.1992      |             | Lusaka Dynamos FC            |
| Dynamo Fredericks  | 4.4.1992       |             | Black Africa SC              |
| Útočníci           |                |             |                              |
| Benson Shilongo    | 18.5.1992      |             | Ismaily SC                   |
| Manfred Starke     | 21.2.1991      |             | FC Carl Zeiss Jena           |
| Peter Shalulile    | 23.3.1993      |             | Highlands Park FC            |
| Itamunua Keimuine  | 1.5.1993       |             | Dire Dawa City SC            |
| Isaskar Gurirab    | 3.1.1998       |             | Life Fighters FC             |

## Skupina E

### Tunisko
Hlavní trenér:  Alain Giresse
| Jméno              | Datum narození | Datum úmrtí | Klub                        |
| Brankáři           | Brankáři       | Brankáři    | Brankáři                    |
| ------------------ | -------------- | ----------- | --------------------------- |
| Farúk bin Mustafa  | 1.7.1989       |             | Aš-Šabab FC                 |
| Muizz Hasán        | 5.3.1995       |             | OGC Nice                    |
| Moéz bin Šarífa    | 24.6.1991      |             | Espérance Sportive de Tunis |
| Obránci            |                |             |                             |
| Vajdí Kechrída     | 5.11.1995      |             | Étoile Sportive du Sahel    |
| Dylan Bronn        | 19.6.1995      |             | KAA Gent                    |
| Jasín Maríá        | 2.7.1993       |             | Olympiakos Pireus           |
| Usáma Hadadí       | 28.1.1992      |             | Dijon FCO                   |
| Ramí Bidáví        | 19.1.1990      |             | Al-Fayha FC                 |
| Karím Avdí         | 2.5.1988       |             | Étoile Sportive du Sahel    |
| Muhammad Dräger    | 25.6.1996      |             | SC Paderborn 07             |
| Ajmán bin Muhammad | 8.12.1994      |             | Espérance Sportive de Tunis |
| Nasím Hníd         | 12.3.1997      |             | CS Sfaxien                  |
| Záložníci          |                |             |                             |
| Fardžaní Sasí      | 18.3.1992      |             | Zamalek SC                  |
| Marc Lamtí         | 28.1.2001      |             | Bayer 04 Leverkusen         |
| Alljís Schirí      | 10.5.1995      |             | Montpellier HSC             |
| Básim Srarfí       | 25.6.1997      |             | OGC Nice                    |
| Ghailín Čaalalí    | 28.2.1994      |             | Espérance Sportive de Tunis |
| Útočníci           |                |             |                             |
| Júsef Msakní -     | 28.10.1990     |             | KAS Eupen                   |
| Fíras Čavát        | 8.5.1996       |             | CS Sfaxien                  |
| Anís Badrí         | 18.9.1990      |             | Espérance Sportive de Tunis |
| Vahbí Chazrí       | 8.2.1991       |             | AS Saint-Étienne            |
| Tahá Jasín Chenísí | 6.1.1992       |             | Espérance Sportive de Tunis |
| Najím Slití        | 27.7.1992      |             | Dijon FCO                   |

### Mali
Hlavní trenér:  Mohamed Magassouba
| Jméno             | Datum narození | Datum úmrtí | Klub                 |
| Brankáři          | Brankáři       | Brankáři    | Brankáři             |
| ----------------- | -------------- | ----------- | -------------------- |
| Ibrahim Mounkoro  | 23.2.1990      |             | TP Mazembe           |
| Djigui Diarra     | 27.2.1995      |             | Stade Malien         |
| Adama Kéïta       | 3.5.1990       |             | Djoliba AC           |
| Obránci           |                |             |                      |
| Hamari Traoré     | 27.1.1992      |             | Stade Rennais FC     |
| Youssouf Koné     | 5.7.1995       |             | Lille OSC            |
| Boubakar Kouyaté  | 15.4.1997      |             | Troyes AC            |
| Massadio Haïdara  | 2.12.1992      |             | RC Lens              |
| Molla Wagué       | 21.2.1991      |             | Nottingham Forest FC |
| Mamadou Fofana    | 21.1.1998      |             | FC Metz              |
| Falaye Sacko      | 1.5.1995       |             | Vitória SC           |
| Záložníci         |                |             |                      |
| Amadou Haidara    | 31.1.1998      |             | RB Leipzig           |
| Moussa Doumbia    | 15.8.1994      |             | Stade Reims          |
| Diadie Samassékou | 11.1.1996      |             | FC Red Bull Salzburg |
| Lassana Coulibaly | 10.4.1996      |             | Rangers FC           |
| Adama Traoré      | 5.6.1995       |             | US Orléans           |
| Cheick Doucouré   | 8.1.2000       |             | RC Lens              |
| Moussa Djenepo    | 15.6.1998      |             | Standard Lutych      |
| Adama Noss Traoré | 28.6.1995      |             | Cercle Brugge KSV    |
| Útočníci          |                |             |                      |
| Moussa Marega     | 14.4.1991      |             | FC Porto             |
| Kalifa Coulibaly  | 21.8.1991      |             | FC Nantes            |
| Sékou Koïta       | 28.11.1999     |             | Wolfsberger AC       |
| Adama Niane       | 16.6.1993      |             | R. Charleroi SC      |
| Abdoulay Diaby -  | 21.5.1991      |             | Sporting CP          |

### Mauritánie
Hlavní trenér:  Corentin Martins
| Jméno                | Datum narození | Datum úmrtí | Klub                                |
| Brankáři             | Brankáři       | Brankáři    | Brankáři                            |
| -------------------- | -------------- | ----------- | ----------------------------------- |
| Brahim Souleymane    | 30.12.1986     |             | ACS Ksar                            |
| Namori Diaw          | 30.12.1991     |             | ASC Kédia                           |
| Babacar Diop         | 17.9.1995      |             | ASC Police                          |
| Obránci              |                |             |                                     |
| Moustapha Diaw       | 31.12.1996     |             | FC Tevragh-Zeïna                    |
| Aly Abeid            | 11.12.1997     |             | AD Alcorcón                         |
| Harouna Abou Demba   | 31.12.1991     |             | Grenoble Foot 38                    |
| Abdoul Ba -          | 8.2.1994       |             | AJ Auxerre                          |
| Sally Sarr           | 6.5.1986       |             | Servette FC                         |
| Bakary N'Diaye       | 26.11.1998     |             | Difaâ Hassani El Jadidi             |
| Abdoulkader Thiam    | 3.10.1998      |             | US Orléans                          |
| Diadié Diarra        | 23.1.1993      |             | CS Sedan                            |
| Záložníci            |                |             |                                     |
| Khassa Camara        | 22.10.1992     |             | AO Xanthi                           |
| Diallo Guidilèye     | 30.12.1989     |             | Elazığspor                          |
| Alassane Diop        | 22.9.1997      |             | Hajer FC                            |
| Mohamed Dellah Yaly  | 1.11.1997      |             | DRB Tadjenanet                      |
| Moctar Sidi El Hacen | 31.12.1997     |             | Real Valladolid                     |
| Ibréhima Coulibaly   | 30.7.1989      |             | Grenoble Foot 38                    |
| Abdoulaye Gaye       | 13.9.1991      |             | FC Nouadhibou                       |
| Útočníci             |                |             |                                     |
| Ismail Diakhité      | 13.12.1991     |             | US Tataouine                        |
| Hemeya Tanjy         | 1.5.1998       |             | FC Nouadhibou                       |
| Adama Ba             | 27.8.1993      |             | Giresunspor                         |
| Bessam               | 5.12.1987      |             | AS Gabès                            |
| Souleymane Anne      | 5.12.1997      |             | FC Aurillac Arpajon Cantal Auvergne |

### Angola
Hlavní trenér:  Srđan Vasiljević
| Jméno                     | Datum narození | Datum úmrtí | Klub                          |
| Brankáři                  | Brankáři       | Brankáři    | Brankáři                      |
| ------------------------- | -------------- | ----------- | ----------------------------- |
| Ndulo                     | 1.6.1996       |             | Académica Petróleos do Lobito |
| Tony Cabaça               | 23.4.1986      |             | CD Primeiro de Agosto         |
| Landú                     | 4.1.1990       |             | GD Interclube                 |
| Obránci                   |                |             |                               |
| Bruno Gaspar              | 21.4.1993      |             | Sporting CP                   |
| Jonathan Buatu            | 27.9.1993      |             | Rio Ave FC                    |
| Dani Massunguna           | 1.5.1986       |             | CD Primeiro de Agosto         |
| Wilson Gaspar             | 29.9.1990      |             | Atlético Petróleos Luanda     |
| Paizo                     | 10.5.1992      |             | CD Primeiro de Agosto         |
| Bastos                    | 23.11.1991     |             | SS Lazio                      |
| Isaac Costa               | 25.4.1991      |             | CD Primeiro de Agosto         |
| Eddie Afonso              | 7.3.1994       |             | Atlético Petróleos Luanda     |
| Záložníci                 |                |             |                               |
| Manuel Cafumana           | 6.3.1999       |             | CD Primeiro de Agosto         |
| José Macaia               | 24.3.1994      |             | CD Primeiro de Agosto         |
| Stélvio                   | 24.1.1989      |             | F91 Dudelange                 |
| Herenilson                | 26.8.1996      |             | Atlético Petróleos Luanda     |
| Útočníci                  |                |             |                               |
| Djalma Campos             | 30.5.1987      |             | Alanyaspor                    |
| Fredy Kulembé             | 27.3.1990      |             | Antalyaspor                   |
| Gelson Dala               | 13.7.1996      |             | Rio Ave FC                    |
| Geraldo                   | 23.11.1991     |             | Al-Ahly SC                    |
| Mabululu                  | 10.9.1989      |             | CD Primeiro de Agosto         |
| Mateus Galiano da Costa - | 19.6.1984      |             | Boavista FC                   |
| Evandro Brandão           | 7.5.1991       |             | Leixões SC                    |
| Wilson Eduardo            | 8.7.1990       |             | SC Braga                      |

## Skupina F

### Kamerun
Hlavní trenér:  Clarence Seedorf
| Jméno                      | Datum narození | Datum úmrtí | Klub                      |
| Brankáři                   | Brankáři       | Brankáři    | Brankáři                  |
| -------------------------- | -------------- | ----------- | ------------------------- |
| André Onana                | 2.4.1996       |             | AFC Ajax                  |
| Fabrice Ondoa              | 24.12.1995     |             | KV Oostende               |
| Idriss Carlos Kameni       | 18.2.1984      |             | Fenerbahçe SK             |
| Obránci                    |                |             |                           |
| Collins Fai                | 23.11.1992     |             | Standard Lutych           |
| Gaëtan Bong                | 25.4.1988      |             | Brighton & Hove Albion FC |
| Banana Yaya                | 29.7.1991      |             | Panionios GSS             |
| Michael Ngadeu-Ngadjui     | 23.11.1990     |             | SK Slavia Praha           |
| Ambroise Oyongo            | 22.6.1991      |             | Montpellier HSC           |
| Joyskim Dawa               | 9.4.1996       |             | FK Mariupol               |
| Jean-Armel Kana-Biyik      | 3.7.1989       |             | Kayserispor               |
| Záložníci                  |                |             |                           |
| André-Frank Zambo Anguissa | 16.11.1995     |             | Fulham FC                 |
| Arnaud Djoum               | 2.5.1989       |             | Heart of Midlothian FC    |
| Georges Mandjeck           | 9.12.1988      |             | Makabi Haifa FC           |
| Pierre Kunde               | 26.7.1995      |             | 1. FSV Mainz 05           |
| Olivier Boumal             | 17.9.1989      |             | Panionios GSS             |
| Wilfrid Kaptoum            | 7.7.1996       |             | Real Betis                |
| Útočníci                   |                |             |                           |
| Clinton N'Jie              | 15.8.1993      |             | Olympique Marseille       |
| Stéphane Bahoken           | 28.5.1992      |             | Angers SCO                |
| Christian Bassogog         | 18.10.1995     |             | Che-nan Ťien-jie          |
| Eric Maxim Choupo-Moting - | 23.3.1989      |             | Paris Saint-Germain FC    |
| Karl Toko Ekambi           | 14.9.1992      |             | Villarreal CF             |
| Joel Tagueu                | 6.11.1993      |             | CS Marítimo               |
| Jacques Zoua               | 6.9.1991       |             | FC Astra Giurgiu          |

### Ghana
Hlavní trenér:  James Kwesi Appiah
| Jméno                 | Datum narození | Datum úmrtí                    | Klub                   |
| Brankáři              | Brankáři       | Brankáři                       | Brankáři               |
| --------------------- | -------------- | ------------------------------ | ---------------------- |
| Richard Ofori         | 1.11.1993      |                                | Durban City FC         |
| Lawrence Ati-Zigi     | 29.11.1996     |                                | FC Sochaux-Montbéliard |
| Felix Annan           | 22.11.1994     |                                | Asante Kotoko SC       |
| Obránci               |                |                                |                        |
| Joseph Larweh Attamah | 22.5.1994      |                                | İstanbul Başakşehir FK |
| Jonathan Mensah       | 13.7.1990      |                                | Columbus Crew SC       |
| Lumor Agbenyenu       | 15.8.1996      |                                | Göztepe SK             |
| Kasim Nuhu            | 22.6.1995      |                                | TSG 1899 Hoffenheim    |
| Abdul Rahman Baba     | 2.7.1994       |                                | Stade Reims            |
| Joseph Aidoo          | 29.9.1995      |                                | KRC Genk               |
| John Boye             | 23.4.1987      |                                | FC Metz                |
| Andy Yiadom           | 2.12.1991      |                                | Reading FC             |
| Záložníci             |                |                                |                        |
| Thomas Partey         | 13.6.1993      |                                | Atlético Madrid        |
| Afriyie Acquah        | 5.1.1992       |                                | Empoli FC              |
| Wakaso Mubarak        | 25.7.1990      |                                | Deportivo Alavés       |
| Samuel Owusu          | 28.3.1996      |                                | FK Čukarički           |
| Kwadwo Asamoah        | 9.12.1988      |                                | FC Inter Milán         |
| Útočníci              |                |                                |                        |
| Asamoah Gyan          | 22.11.1985     |                                | Kayserispor            |
| Christian Atsu        | 10.1.1992      | 6. února 2023 (ve věku 31 let) | Newcastle United FC    |
| Owusu Kwabena         | 18.6.1997      |                                | Salamanca CF UDS       |
| Jordan Ayew           | 11.9.1991      |                                | Crystal Palace FC      |
| André Ayew -          | 17.12.1989     |                                | Fenerbahçe SK          |
| Caleb Ekuban          | 23.3.1994      |                                | Trabzonspor            |
| Thomas Agyepong       | 10.10.1996     |                                | Hibernian FC           |

### Benin
Hlavní trenér:  Michel Dussuyer
| Jméno                | Datum narození | Datum úmrtí | Klub                   |
| Brankáři             | Brankáři       | Brankáři    | Brankáři               |
| -------------------- | -------------- | ----------- | ---------------------- |
| Fabien Farnolle      | 5.2.1985       |             | Yeni Malatyaspor       |
| Saturnin Allagbé     | 22.11.1993     |             | Chamois Niortais FC    |
| Chérif Dine Kakpo    | 1.12.1997      |             | Les Buffles du Borgou  |
| Obránci              |                |             |                        |
| Séidou Barazé        | 20.10.1990     |             | Moulins Yzeure Foot    |
| Khaled Adénon        | 28.7.1985      |             | Amiens SC              |
| Junior Salomon       | 8.4.1986       |             | Plateau United FC      |
| Olivier Verdon       | 5.10.1995      |             | FC Sochaux-Montbéliard |
| Emmanuel Imorou      | 16.9.1988      |             | SM Caen                |
| David Kiki           | 25.11.1993     |             | Stade Brestois         |
| Moïse Adiléhou       | 1.11.1995      |             | Levadiakos             |
| Rodrigue Fassinou    | 22.5.1999      |             | ASPAC FC               |
| Záložníci            |                |             |                        |
| Tidjani Anaane       | 27.3.1997      |             | US Ben Guerdane        |
| Jordan Adéoti        | 12.3.1989      |             | AJ Auxerre             |
| Sessi D'Almeida      | 20.11.1995     |             | Yeovil Town FC         |
| Stéphane Sessègnon - | 1.6.1984       |             | Gençlerbirliği SK      |
| Séïbou Mama          | 28.12.1995     |             | SC Toulon              |
| Rodrigue Kossi       | 11.7.2000      |             | Club Africain          |
| Útočníci             |                |             |                        |
| David Djigla         | 23.8.1995      |             | Chamois Niortais FC    |
| Steve Mounié         | 29.9.1994      |             | Huddersfield Town AFC  |
| Mickaël Poté         | 24.9.1984      |             | Adana Demirspor        |
| Cebio Soukou         | 2.10.1992      |             | FC Hansa Rostock       |
| Désiré Segbé Azankpo | 6.5.1993       |             | FK Senica              |
| Jodel Dossou         | 17.3.1992      |             | FC Vaduz               |

### Guinea-Bissau
Hlavní trenér:  Baciro Candé
| Jméno            | Datum narození | Datum úmrtí | Klub                  |
| Brankáři         | Brankáři       | Brankáři    | Brankáři              |
| ---------------- | -------------- | ----------- | --------------------- |
| Jonas Mendes     | 20.11.1989     |             | Académico de Viseu FC |
| Rui Dabó         | 5.10.1994      |             | GD Fabril             |
| Edimar Cá        | 14.8.2000      |             | UD Internacional      |
| Obránci          |                |             |                       |
| Eliseu Cassamá   | 6.2.1994       |             | Rio Ave FC            |
| Marcelo Djaló    | 8.10.1993      |             | Fulham FC             |
| Rudinilson Silva | 20.8.1994      |             | FK Kauno Žalgiris     |
| Tomás Dabó       | 20.10.1993     |             | FC Rieti              |
| Juary Soares     | 20.2.1992      |             | CD Mafra              |
| Nanu             | 17.5.1994      |             | CS Marítimo           |
| Mamadu Candé     | 29.8.1990      |             | CD Santa Clara        |
| Záložníci        |                |             |                       |
| Bura Nogueira    | 22.12.1995     |             | CD Aves               |
| Zezinho -        | 23.9.1992      |             | FK Senica             |
| João Jaquité     | 22.2.1996      |             | CD Tondela            |
| Pelé             | 29.9.1991      |             | Nottingham Forest FC  |
| Moreto Cassamá   | 16.2.1998      |             | Stade Reims           |
| Sori Mané        | 3.4.1996       |             | CD Cova da Piedade    |
| Útočníci         |                |             |                       |
| Romário Baldé    | 25.12.1996     |             | Académica de Coimbra  |
| Jorginho         | 21.9.1995      |             | PFK CSKA Sofia        |
| Frédéric Mendy   | 18.9.1988      |             | Vitória FC            |
| Toni Silva       | 15.9.1993      |             | Al-Ittihad Alexandrie |
| Mama Baldé       | 6.11.1995      |             | CD Aves               |
| Piqueti          | 12.2.1993      |             | Ash-Shoulla FC        |
| Joseph Mendes    | 30.3.1991      |             | AC Ajaccio            |